# Barbeya oleoides
Barbeya oleoides är en tvåhjärtbladig växtart som beskrevs av Georg August Schweinfurth och Penzig. Barbeya oleoides ingår i släktet Barbeya och familjen Barbeyaceae. Inga underarter finns listade i Catalogue of Life.